# Hunza-Nagar-Expedition
Die Hunza-Nagar-Expedition, auch Hunza-Naga Campaign genannt, wurde im Jahre 1891 durch britisch-indische Truppen gegen die rebellierenden Einwohner des Staates von Nagar ausgefochten. Diese Auseinandersetzung wird in Pakistan Anglo-Brusho-War genannt. Das Gebiet von Nagar ist heute ein Teil der autonomen Region Gilgit-Baltistan in Pakistan.

## Anlass
Die Hunza-Nagar-Expedition war angeblich die Reaktion auf aufsässige Herausforderungen der Regierenden der Staaten Hunza und Nagar gegen die Repräsentanten der Briten in Gilgit. 
Gegen Ende des 19. Jahrhunderts begannen britische Truppen Land in den Stammesgebieten Indiens zu erobern. Darauf antworteten die einheimischen Volksstämme in Nagar damit, dass sie sich mit Gewehren bewaffneten und sich Munition besorgten. Die Briten nahmen an, dass das zaristische Russland sich mit den kleinen Bergstaaten an der Nordgrenze zu Kaschmir im Great Game verbinden würde.
Der britische Oberst Algernon George Arnold Durand befehligte im Jahre 1891 etwa 1.000 Mann mit Gewehren und zwei Kanonen. und erreichten die Kontrolle über das Bergkönigreich von Nagar nach seinem Sieg in der Schlacht von Nilt Nagar (Jangir-e-Laye) im Jahre 1891. Das Fort von Nilt wurde gestürmt und auch die umliegenden Berge. Die kleinen Bergstaaten Hunza and Nagar wurden besetzt, ein den Briten genehmer Vasall wurde in Nagar installiert, in Hunza wurde der alte Mir (König) durch dessen Halbbruder ersetzt.
Nach ihrem Sieg wurden die Briten mit drei Victoria-Kreuzen ausgezeichnet.